# Ilha Trindade (Geórgia do Sul)
Trindade é uma ilha localizada no arquipélago Willis.